# پراژمو
پراژمو (به چکی: Pražmo) یک منطقهٔ مسکونی در جمهوری چک است که در ناحیه فریدک-میستک واقع شده‌است. پراژمو ۳٫۵۵ کیلومتر مربع مساحت و ۹۷۱ نفر جمعیت دارد و ۴۳۵ متر بالاتر از سطح دریا واقع شده‌است.